# Raron
Raron (franska: Rarogne, walsertyska: Raru) är en ort och kommun i distriktet Westlich Raron i kantonen Valais i Schweiz. Kommunen har 2 002 invånare (2023). Raron är huvudort i distriktet Westlich Raron.
Orten Raron ligger på båda sidor om floden Rhône (tyska: Rotten). Kommunen består av orterna Raron och Sankt German.
En majoritet (93,3 %) av invånarna är tyskspråkiga (2014). 80,0 % är katoliker, 6,2 % är reformert kristna och 13,7 % tillhör en annan trosinriktning eller saknar en religiös tillhörighet (2014).